# P-29 (航空機)
P-29
- 用途：戦闘機
- 製造者：ボーイング
- 運用者：アメリカ陸軍航空隊
- 初飛行：1934年1月20日
- 生産数：3機

P-29はボーイング社製のアメリカ陸軍向けの試作戦闘機。成功作のP-26の改良型として試作されたが、P-26からの性能向上はわずかにとどまり、制式採用はされなかった。ボーイング社の社内呼称はモデル264。本機とほぼ同仕様の海軍型にXF7B（モデル273）がある。

## 設計と開発

### XP-940 / YP-29A
P-29の試作はアメリカ陸軍の委託のもとにボーイング社が自費で進めた社内呼称モデル264に始まる。アメリカ陸軍が与えた試作番号はXP-940である。
モデル264は基本的にP-26の発展型であり、相違点としては完全な片持ち翼を持ち、フラップ、密閉式風防、そして引き込み式主脚を備えていたことが挙げられる。風防は幅が狭く前後に長いスライド式のもので、主脚は後方に引き込まれ、車輪は半分露出していた。他にはエンジンの覆いがP-26の幅の狭いタウネンドリングから、全体を覆うNACA式のカウリングに変更されていた。それ以外の胴体と尾部は、武装も含めてP-26と同一だった。
モデル264は1934年1月20日に初飛行をし、XP-940の名のもとに陸軍の試験を受けることになった。XP-940は高度3,048 m（10,000 ft）で354 km/h（220 mph）の最大速度を達成したが、ぎりぎりまで狭められていた風防がパイロットの視界を妨げたため、3月、ボーイングは標準的な開放式コックピットに戻し、尾部まで続く長いヘッドレストを設けた。また、エンジンはプラット&ホイットニーR-1340-35に換装され、エンジンのカバーもP-26Aのそれに類似したものに変更された（エンジンはその後R-1340-35からR-1340-27に戻された）。
1934年6月、試験の好成績により、陸軍はXP-940の試験の継続と、新たな2機の試作を決定した。追撃機としてP-29の呼称が与えられ、XP-940はYP-29A（シリアル34-24）となった。他の2機の呼称とシリアルはYP-29（34-23）、YP-29B（34-25）であり、なぜか2号機が型番・シリアルとも最も若いものとなっている。

### YP-29
陸軍から発注された2機目の試作機YP-29（シリアル34-23）は、風防を余裕のある大型のものに変更し、さらに尾輪を収納式に改めていた。エンジンはR-1340-35を装備していた。YP-29は1934年9月4日に軍に納入され、飛行試験において速力402 km/h（250 mph）、上昇力毎分488 m（1,600 ft）、実用上昇限度7,925 m（26,000 ft）、絶対上昇限度8,138 m（26,700 ft）、航続距離1,287 km（800 マイル）の性能を発揮した。自重は1,138 kg（2,509 ポンド）、全備重量は1,596 kg（3,518 ポンド）だった。
この新しい風防は、400 km/h の作戦速度においてパイロットを保護するのに有効であったが、着陸速度が速すぎると判断され、フラップの改修のために工場に送られた。その後も試験は続けられ、エンジンをR-1340-39に換装し、可変ピッチプロペラを試験装備した。

### YP-29B
3機目の試作機YP-29B（シリアル34-25）は改修後のYP-29Aに類似した開放型コックピットを持つ機体として完成した。YP-29Aとの相違は、YP-29と同様のフラップの追加と、尾輪の収納化、そして主翼上反角の1度増加である。
YP-29A / YP-29 / YP-29Bはテストの結果いずれも実用試験を示す「Y」が外され、P-29A / P-29 / P-29Bとなった。これらはP-26よりも高速であったが、重量増加により上昇力と運動性は低下していた。アメリカ軍はその結果について優先順位を再検討し、本機の量産発注をキャンセルした。3機の試作機はその後、実験目的のために使用された。

## XP-32
XP-32はP-29のエンジンを 700 hp の R-1535-1 に換装した型に予定された呼称だが、実機は製作されなかった。

## 性能諸元
（YP-29A）
- 乗員： 1 名
- 全長： 7.65 m （25 ft 1 in）
- 全幅： 8.97 m （29 ft 5 in）
- 全高： 2.34 m （7 ft 8 in）
- 空虚重量： 1,135kg （2,502 lb）
- 最大重量： 1,483kg （3,270 lb）
- 発動機： プラット&ホイットニー R-1340-35 「ワスプ」 空冷星型 575 hp 1基
- 速力： 389 km/h （242 mph）/ 高度 2,290 m （7,500 ft）
- 上昇限度： 7,376 m （24,200 ft）
- 武装： 7.62 mm機銃 2丁または 12.7 mm機銃・7.62 mm機銃各 1丁

## 参考書籍
- 「アメリカ陸軍戦闘機 vol.1」（（株）戦車マガジン；ミリタリーエアクラフト1992/1号）